# Down Below/Diskografie
Diese Diskografie ist eine Übersicht über die musikalischen Werke der deutschen Alternative-Rock- und Dark-Rock-Band Down Below. Ihre erfolgreichste Veröffentlichung ist der Beitrag zum Bundesvision Song Contest und Top-50-Erfolg Sand in meiner Hand.

## Alben

### Studioalben
| Jahr | Titel Musiklabel                                  | Höchstplatzierung, Gesamtwochen, AuszeichnungChartsChartplatzierungen (Jahr, Titel, Musiklabel, Platzierungen, Wochen, Auszeichnungen, Anmerkungen) | Anmerkungen                              |
| Jahr | Titel Musiklabel                                  | DE | Anmerkungen                              |
| ---- | ------------------------------------------------- | --- | ---------------------------------------- |
| 2004 | Silent Wings: Eternity Rabazco Records (Soulfood) | — | Erstveröffentlichung: 10. Mai 2004       |
| 2007 | Sinfony²³ Vertigo Records (UMG)                   | — | Erstveröffentlichung: 29. Juni 2007      |
| 2009 | Wildes Herz Premium Records (Soulfood)            | — | Erstveröffentlichung: 26. Juni 2009      |
| 2012 | Zeichen Premium Records (Soulfood)                | DE81 (1 Wo.)DE | Erstveröffentlichung: 10. Februar 2012   |
| 2013 | Zur Sonne – Zur Freiheit Oblivion (SPV)           | DE97 (1 Wo.)DE | Erstveröffentlichung: 20. September 2013 |
| 2015 | Mutter Sturm Oblivion (SPV)                       | — | Erstveröffentlichung: 30. Oktober 2015   |

### EPs
| Jahr | Titel Musiklabel                      | Anmerkungen                           |
| ---- | ------------------------------------- | ------------------------------------- |
| 2012 | Dein Licht Premium Records (Soulfood) | Erstveröffentlichung: 11. Mai 2012    |
| 2013 | Unvergessene Zeit Oblivion (SPV)      | Erstveröffentlichung: 30. August 2013 |
| 2014 | Lauf! Oblivion (SPV)                  | Erstveröffentlichung: 2. Mai 2014     |

## Singles
| Jahr | Titel Album                                     | Höchstplatzierung, Gesamtwochen, AuszeichnungChartsChartplatzierungen (Jahr, Titel, Album, Platzierungen, Wochen, Auszeichnungen, Anmerkungen) | Anmerkungen                            |
| Jahr | Titel Album                                     | DE | Anmerkungen                            |
| ---- | ----------------------------------------------- | --- | -------------------------------------- |
| 2007 | Private Soul Security Sinfony²³                 | — | Erstveröffentlichung: 29. Juni 2007    |
| 2008 | Sand in meiner Hand Sinfony²³ (Limited Edition) | DE42 (3 Wo.)DE | Erstveröffentlichung: 15. Februar 2008 |

## Musikvideos
| Jahr | Titel                    | Regisseur(e)                |
| ---- | ------------------------ | --------------------------- |
| 2007 | Private Soul Security    | Daniel Kosch                |
| 2012 | Du und ich               |                             |
| 2012 | Dein Licht               |                             |
| 2012 | Mit goldenen Segeln      |                             |
| 2012 | Stark                    |                             |
| 2013 | Zur Sonne – Zur Freiheit | Jacek Zyla                  |
| 2013 | Unvergessene Zeit        | Natalia Avelon, Virus Films |

## Sonderveröffentlichungen

### Alben
| Jahr | Titel Musiklabel                                         | Anmerkungen                                                                                               |
| ---- | -------------------------------------------------------- | --- |
| 2013 | Zur Sonne – Zur Freiheit (Deluxe Version) Oblivion (SPV) | Erstveröffentlichung: 20. September 2013 erweiterte Fassung; Verkäufe werden dem Studioalbum hinzuaddiert |
| 2015 | Mutter Sturm (Deluxe Version) Oblivion (SPV)             | Erstveröffentlichung: 30. Oktober 2015 erweiterte Fassung; Verkäufe werden dem Studioalbum hinzuaddiert   |

| Jahr | Titel Musiklabel                    | Anmerkungen                                                                   |
| ---- | ----------------------------------- | ----------------------------------------------------------------------------- |
| 2015 | Schenk mir dein Herz Oblivion (SPV) | Erstveröffentlichung: 30. Oktober 2015 Teil von Mutter Sturm (Deluxe Version) |

| Jahr | Titel Musiklabel                   | Anmerkungen                                                                                 |
| ---- | ---------------------------------- | ------------------------------------------------------------------------------------------- |
| 2013 | 10 Jahre Down Below Oblivion (SPV) | Erstveröffentlichung: 20. September 2013 Teil von Zur Sonne – Zur Freiheit (Deluxe Version) |

### Videoalben
| Jahr | Titel Musiklabel         | Anmerkungen                                                                   |
| ---- | ------------------------ | ----------------------------------------------------------------------------- |
| 2015 | Zur Sonne Oblivion (SPV) | Erstveröffentlichung: 30. Oktober 2015 Teil von Mutter Sturm (Deluxe Version) |

## Promoveröffentlichungen
| Jahr | Titel Album                                                       | Anmerkungen                                                |
| ---- | ----------------------------------------------------------------- | ---------------------------------------------------------- |
| 2007 | From the Highest Point Sinfony²³                                  | Erstveröffentlichung: 2007                                 |
| 2009 | Euphorie Wildes Herz                                              | Erstveröffentlichung: 2009                                 |
| 2009 | Unter Eis Wildes Herz                                             | Erstveröffentlichung: 30. Oktober 2009                     |
| 2010 | Sommer 2010 –                                                     | Erstveröffentlichung: 7. Mai 2010                          |
| 2012 | Du und ich Zeichen                                                | Erstveröffentlichung: 27. Januar 2012                      |
| 2012 | Am Leben Zeichen                                                  | Erstveröffentlichung: 2012                                 |
| 2013 | Zur Sonne – Zur Freiheit                                          | Erstveröffentlichung: 9. August 2013                       |
| 2013 | Unvergessene Zeit Zur Sonne – Zur Freiheit (Bonus Tracks Version) | Erstveröffentlichung: 30. August 2013 feat. Natalia Avelon |

## Statistik

### Chartauswertung
|                     | DE    |
| ------------------- | ----- |
| Nummer-eins-Alben   | DE—DE |
| Top-10-Alben        | DE—DE |
| Alben in den Charts | DE2DE |

|                       | DE    |
| --------------------- | ----- |
| Nummer-eins-Singles   | DE—DE |
| Top-10-Singles        | DE—DE |
| Singles in den Charts | DE1DE |